# عبد اللطيف الشهابي
عبد اللطيف الشهابي (1337 - 1411 هـ/ 1918 - 1990م)  هو أديب وشاعر، من أهل العراق.
ولد في بغداد وتلقى فيها دراسته الأولية. أسس «ندوة الخميلة العذراء» مع مجموعة من الأدباء: حسن العبيدي، وحسين الهورماني، وحمزة الباقري، وعبد السلام حلمي، وعدنان البدري، وعلي الجميلي، ومحمد ناجي طاهر، وناهدة الحلبي. من آثاره: «دمعة فاجر» مطبعة دار الكتب - بيروت 1974 م.

## من أولاده
ومن أولاده الضابط ملازم أول رياض الشهابي الذي قتل في حرب أكتوبر في 20 رمضان 1393هـ/16 أكتوبر 1973م، ودفن في مقبرة السيدة زينب، ثم نقل رفاتهُ إلى بغداد عام 1975م، وشيع بموكب عسكري مهيب وصلى عليهِ الشيخ معتوق الأعظمي، في جامع الإمام الأعظم ودفن في مقبرة الخيزران قريباً من قبر جدهِ لأمهِ الحاج إبراهيم الحلبي.
ولقد ألف وكتب الشاعر عبد اللطيف عن ابنه ديوان (زهرة الجولان) الذي طبع في بيروت في دار الافاق الجديدة عام 1980.

## من أهم مؤلفاته
- زهرة الجولان.
- دمعة فاجر.

## وفاته
توفي في بغداد عام 1411 هـ/ 1990م.